# Републикански път III-2306
Републикански път IIІ-2306 е третокласен път, част от Републиканската пътна мрежа на България, преминаващ изцяло по територията на Разградска област, Община Исперих. Дължината му е 6,3 km.
Пътят се отклонява надясно при 92,2 km на Републикански път II-23 в центъра на село Тодорово и се насочва на юг през Лудогорското плато. Минава през селата Печеница и Средоселци и в центъра на село Къпиновци се свързва с Републикански път III-702 при неговия 15 km.
| Пътища, отклоняващи се надясно (населено място, № на пътя, посока на пътя) | km   | Пътища, отклоняващи се наляво (посока на пътя, № на пътя, населено място) |
| -------------------------------------------------------------------------- | ---- | ------------------------------------------------------------------------- |
| Община Исперих, II-23, 92,2 km, с. Тодорово →                              | 0,0  | → с. Тодорово, 92,2 km, II-23, Община Исперих                             |
| с. Печеница                                                                | 2,8  | → с. Печеница, общински път (за с. Делчево)                               |
| с. Средоселци                                                              | 4,7  | с. Средоселци                                                             |
| (до гр. Исперих) III-702, 15 km, с. Къпиновци ←                            | 16,4 | ← с. Къпиновци, 15 km, III-702 (от с. Пристое)                            |